# Cásper Líbero
Cásper Líbero (Bragança Paulista, 2 de março de 1889 — Rio de Janeiro, 27 de agosto de 1943) foi um jornalista e empresário brasileiro, fundador do jornal Última Hora no Rio de Janeiro, e proprietário A Gazeta em São Paulo. Seu legado é mantido pela Fundação Cásper Líbero, que hoje mantém a Rádio Gazeta Online, a Faculdade Cásper Líbero, a TV Gazeta, além da extinta Gazeta Esportiva. É formado pela Faculdade de Direito da Universidade de São Paulo.
Em 1918, aos 29 anos de idade, tornou-se diretor e proprietário do vespertino A Gazeta, modernizando-o e transformando-o num dos maiores órgãos de imprensa da época. Para esse fim, importou rotativas da Alemanha, substituiu o telégrafo pelo teletipo e implantou novas técnicas de gravura, composição e impressão gráfica, a primeira em cores no Brasil. Paralelamente, implantou, uma nova dinâmica no transporte e distribuição do jornal, possibilitando que os exemplares chegassem às mãos dos leitores em tempo recorde. Criou um suplemento especialmente dedicado aos esportes, voltado para a cobertura futebolística, chamado de A Gazeta Esportiva e foi o idealizador da Corrida de São Silvestre, que existe há quase 100 anos.
Ao morrer num acidente aéreo no Rio de Janeiro, no qual também morreu o então arcebispo de São Paulo, Dom José Gaspar d'Afonseca e Silva, ele deixou, de acordo com sua vontade presente no próprio testamento, um complexo de comunicações que é administrado atualmente pela Fundação Cásper Líbero. Este complexo que reúne atualmente a TV Gazeta, Rádio Gazeta e Gazeta FM, o portal Gazeta Esportiva, a Faculdade Cásper Líbero e o Grupo Cidadania Empresarial. Encontra-se sepultado no Obelisco de São Paulo.

## Biografia

### Primeiros anos
Filho de Honório Líbero, médico e político republicano, e de dona Zerbina de Toledo Líbero, senhora muito respeitada em Bragança, Cásper Líbero, mudou-se para a cidade de São Paulo. 
Aos 19 anos, formou-se bacharel em Ciência Jurídicas e Sociais na Faculdade de Direito da Universidade de São Paulo. Neste período, participa na Campanha civilista, campanha em oposição a sucessão de outro militar na presidência do Brasil da Primeira República.
Como advogado trabalhou apenas por dois anos. Foi procurador da Fazenda do Mato Grosso.

### Início no jornalismo
Aos 23 anos, em 1911, já com passagem pela redação da Gazeta, juntamente com Raul Pederneiras e Olegário Mariano, fundaram o jornal Última Hora, o qual teve grande circulação na cidade do Rio de Janeiro
Cásper Líbero teve breves passagens na imprensa antes de ter o seu próprio jornal. Trabalha na agência de notícias Agência Americana, entre 1913 e 1914, onde Cásper Líbero se torna diretor regional da sucursal de São Paulo da agência de notícias Agência Americana, agência de notícias fundada por Olavo Bilac, Martins Fontes e os irmãos Ambrys, onde passa 1 ano trabalhando. No ano seguinte, segue para o trabalho no jornal O Estado de S. Paulo no Rio de Janeiro. Aos 29 anos, no dia 14 de julho de 1918, Antônio Augusto de Covello, o terceiro dono do jornal A Gazeta, resolve vendê-lo a Cásper Líbero. Este tornou-se diretor e proprietário, transformando-o em um dos maiores órgãos de imprensa da época. Cásper modernizou o jornal implementando novas tecnologias, instalando uma nova dinâmica na sua distribuição, e conseguiu organizá-lo de maneira a obter lucros, mas promovendo um jornalismo correto e ético. Porém, o sucesso do jornal “A Gazeta” ainda não era o bastante. Ele pretendia criar um complexo de comunicação. Em 1934, criou a versão sonora de “A Gazeta”, que passou na Rádio Cruzeiro do Sul que passava no programa Grande Jornal Falado d’A Gazeta.
Por ser apaixonado por esportes, ele então idealizou A Gazeta Esportiva, que começou pequeno, como apenas uma coluna, depois virando o jornal mais importante de esportes da América Latina. Em 1925, criou a tradicional Corrida Internacional de São Silvestre, que acontece todo ano no dia 31 de dezembro. Também criou a Prova Ciclística 9 de Julho, a qual homenageia a Revolução Constitucionalista de 1932. Além de outros eventos como a Travessia de São Paulo a Nado, que acontece no Rio Tietê e os Jogos Universitários Brasileiros.
Em 1939, inaugurou o Palácio da Imprensa, como viria a ser chamada a sede do jornal A Gazeta na antiga Rua da Conceição, atual Avenida Cásper Líbero. Foi o primeiro edifício erguido no país com as características apropriadas para redação, gravura, composição, impressão e distribuição de um jornal.

### Participação na Revolução Constitucionalista de 1932
Cásper Líbero foi um grande entusiasta da Revolução Constitucionalista de 32. Com o fim da revolução e a derrota dos paulistas, Cásper se exila temporariamente na Europa, voltando ao Brasil após o perdão do govero.

## Morte e legado
Morre em 27 de agosto de 1943 em um acidente aéreo. Cásper foi uma das vítimas da queda do avião Cidade de São Paulo, que se chocou contra a Torre da Escola Naval, próximo à Baía de Guanabara, no Rio de Janeiro. O acidente foi fatal, matando não só o jornalista, como os outros passageiros. O Arcebispo de São Paulo Dom José Gaspar também estava no voo. Antes de sua morte, Cásper Líbero escreveu um testamento para o assegurar que seus bens deveriam ser destinados à criação de uma fundação com os fins de, se utilizando de uma educação de qualidade e de meios de comunicação, poder construir uma sociedade mais justa e desenvolvida.[carece de fontes?]
A Fundação Cásper Líbero administra seus bens, e atendendo à sua vontade, criou a primeira escola de Jornalismo do país, a Faculdade Cásper Líbero. A TV Gazeta, que já fazia parte dos seus planos, também foi um dos legados que foram deixados.